# Lijst van gemeenten in het departement Finistère

Bevolkingsdichtheid van de gemeenten in Finistère

Hieronder volgt een lijst van de 283 gemeenten (communes) in het Franse departement Finistère (departement 29).

## A
Argol
- Arzano
- Audierne

## B
Bannalec
- Baye
- Bénodet
- Berrien
- Beuzec-Cap-Sizun
- Bodilis
- Bohars
- Bolazec
- Botmeur
- Botsorhel
- Bourg-Blanc
- Brasparts
- Brélès
- Brennilis
- Brest
- Briec
- Brignogan-Plage

## C
Camaret-sur-Mer
- Carantec
- Carhaix-Plouguer
- Cast
- Châteaulin
- Châteauneuf-du-Faou
- Cléden-Cap-Sizun
- Cléden-Poher
- Cléder
- Clohars-Carnoët
- Clohars-Fouesnant
- le Cloître-Pleyben
- le Cloître-Saint-Thégonnec
- Coat-Méal
- Collorec
- Combrit
- Commana
- Concarneau
- le Conquet
- Coray
- Crozon

## D
Daoulas
- Dinéault
- Dirinon
- Douarnenez
- le Drennec

## E
Edern
- Elliant
- Ergué-Gabéric
- Esquibien

## F
le Faou
- la Feuillée
- le Folgoët
- la Forest-Landerneau
- la Forêt-Fouesnant
- Fouesnant

## G
Garlan
- Gouesnach
- Gouesnou
- Gouézec
- Goulien
- Goulven
- Gourlizon
- Guengat
- Guerlesquin
- Guiclan
- Guilers
- Guiler-sur-Goyen
- Guilligomarc'h
- Guilvinec
- Guimaëc
- Guimiliau
- Guipavas
- Guipronvel
- Guissény

## H
Hanvec
- Henvic
- Hôpital-Camfrout
- Huelgoat

## I
Île-de-Batz
- Île-de-Sein
- Île-Molène
- Île-Tudy
- Irvillac

## J
le Juch

## K
Kergloff
- Kerlaz
- Kerlouan
- Kernilis
- Kernouës
- Kersaint-Plabennec

## L
Lampaul-Guimiliau
- Lampaul-Plouarzel
- Lampaul-Ploudalmézeau
- Lanarvily
- Landéda
- Landeleau
- Landerneau
- Landévennec
- Landivisiau
- Landrévarzec
- Landudal
- Landudec
- Landunvez
- Langolen
- Lanhouarneau
- Lanildut
- Lanmeur
- Lannéanou
- Lannédern
- Lanneuffret
- Lannilis
- Lanrivoaré
- Lanvéoc
- Laz
- Lennon
- Lesneven
- Leuhan
- Loc-Brévalaire
- Loc-Eguiner-Saint-Thégonnec
- Loc-Eguiner
- Locmaria-Berrien
- Locmaria-Plouzané
- Locmélar
- Locquénolé
- Locquirec
- Locronan
- Loctudy
- Locunolé
- Logonna-Daoulas
- Lopérec
- Loperhet
- Loqueffret
- Lothey

## M
Mahalon
- la Martyre
- Confort-Meilars
- Melgven
- Mellac
- Mespaul
- Milizac
- Moëlan-sur-Mer
- Morlaix
- Motreff

## N
Névez

## O
Ouessant

## P
Pencran
- Penmarc'h
- Peumerit
- Plabennec
- Pleuven
- Pleyben
- Pleyber-Christ
- Plobannalec-Lesconil
- Ploéven
- Plogastel-Saint-Germain
- Plogoff
- Plogonnec
- Plomelin
- Plomeur
- Plomodiern
- Plonéis
- Plonéour-Lanvern
- Plonévez-du-Faou
- Plonévez-Porzay
- Plouarzel
- Ploudalmézeau
- Ploudaniel
- Ploudiry
- Plouédern
- Plouégat-Guérand
- Plouégat-Moysan
- Plouénan
- Plouescat
- Plouezoc'h
- Plougar
- Plougasnou
- Plougastel-Daoulas
- Plougonvelin
- Plougonven
- Plougoulm
- Plougourvest
- Plouguerneau
- Plouguin
- Plouhinec
- Plouider
- Plouigneau
- Ploumoguer
- Plounéour-Ménez
- Plounéour-Trez
- Plounéventer
- Plounévézel
- Plounévez-Lochrist
- Plourin-lès-Morlaix
- Plourin
- Plouvien
- Plouvorn
- Plouyé
- Plouzané
- Plouzévédé
- Plovan
- Plozévet
- Pluguffan
- Pont-Aven
- Pont-Croix
- Pont-de-Buis-lès-Quimerch
- le Ponthou
- Pont-l'Abbé
- Porspoder
- Port-Launay
- Pouldergat
- Pouldreuzic
- Poullan-sur-Mer
- Poullaouen
- Primelin

## Q
Quéménéven
- Querrien
- Quimper
- Quimperlé

## R
Rédené
- le Relecq-Kerhuon
- Riec-sur-Belon
- la Roche-Maurice
- Roscanvel
- Roscoff
- Rosnoën
- Rosporden

## S
Saint-Coulitz
- Saint-Derrien
- Saint-Divy
- Saint-Eloy
- Saint-Évarzec
- Saint-Frégant
- Saint-Goazec
- Saint-Hernin
- Saint-Jean-du-Doigt
- Saint-Jean-Trolimon
- Saint-Martin-des-Champs
- Saint-Méen
- Saint-Nic
- Saint-Pabu
- Saint-Pol-de-Léon
- Saint-Renan
- Saint-Rivoal
- Saint-Sauveur
- Saint-Ségal
- Saint-Servais
- Sainte-Sève
- Saint-Thégonnec
- Saint-Thois
- Saint-Thonan
- Saint-Thurien
- Saint-Urbain
- Saint-Vougay
- Saint-Yvi
- Santec
- Scaër
- Scrignac
- Sibiril
- Sizun
- Spézet

## T
Taulé
- Telgruc-sur-Mer
- Tourch
- Trébabu
- Treffiagat
- Tréflaouénan
- Tréflévénez
- Tréflez
- Trégarantec
- Trégarvan
- Tréglonou
- Trégourez
- Tréguennec
- Trégunc
- le Tréhou
- Trémaouézan
- Tréméoc
- Tréméven
- Tréogat
- Tréouergat
- le Trévoux
- Trézilidé